# 柳祚昌
柳祚昌（?—?），清朝官員。
明成祖大將柳升八世孫。襲封安遠侯，弹劾复社人士，稱张采是“复社之凶”，又說杨廷枢是“至贪至横之举人”，並疏攻徐汧曰:“自恃东林巨魁，与复社杨廷枢、顾杲诸奸狼狈相倚。”弘光朝時薦用阮大铖为兵部右侍郎，不久阮又升尚書。乙酉年在南京降清。
有子柳子民。